# Carterton (Royaume-Uni)
Pour les articles homonymes, voir Carterton.
Carterton est une ville dans l'Oxfordshire, en Angleterre. Elle se trouve à 24 kilomètres d'Oxford.